# Трубковик звичайний
Трубковик звичайний (Tubifex tubifex) — вид тубіфіцидів, кільчастих черв'яків, що мешкає у відкладеннях озер і річок на декількох континентах.

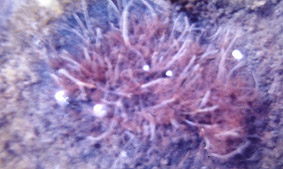
Трубочник в річці Аа (північ Франції) в забрудненій зоні, близько 1990

Трубочник, ймовірно, охоплює кілька видів, але відмінності між ними знаходяться важко, тому що репродуктивні органи, які зазвичай використовуються в ідентифікації видів, розсмоктуються після спарювання, а також тому, що зовнішні характеристики хробака змінюються при зміні солоності. Ці хробаки поглинають мул, вибірково переварюють бактерії і поглинають молекули через свої стінки тіла.
Хробаки можуть вижити при недостачі кисню, розмахуючи в товщі води багатим на гемоглобін хвостом і використовуючи весь доступний кисень, а можуть обмінювати вуглекислий газ і кисень через свою тонку шкіру подібно до жаб. Вони також можуть вижити в сильно забруднених органічними речовинами водоймах. Завдяки утворенню захисної кісти і зниженню швидкості обміну речовин, трубочник може вижити в посуху і при браку продовольства. Вони зазвичай мешкають у донних відкладеннях озер, річок, а іноді і каналізаційних лініях та точках.
Широко використовується в годівлі акваріумних рибок як живий корм.